# Герб Аукшайтії
Герб Аукштоти (лит. Aukštaitijos herbas) — герб історичного регіону Литви Аукштоти.

## Опис
У срібному полі щита червоний лицар на коні з піднятим мечем у лівій руці, по обидва боки якого два срібні янголи підтримують щита. Вони стоять на срібній стрічці з червоним написом лат. «Patriam Tuam mundum existima» (Твоя батьківщина — існуючий світ).

## Символіка
Герб побудований на основі герба Великого князівства Литовського обернених кольорів.
Червоний колір символізує життя, любов, мужність, кров, пролиту за Батьківщину, а срібло - гідність, чесність, порядність. Аукштота була колискою християнства в Литві, тому герб тримають янголи. Девіз означає, що розуміння світу починається з матері-землі.